# Diecezja Aizawl
Diecezja Aizawl (łac. Diœcesis Aizavlensis) – diecezja rzymskokatolicka w Indiach, z siedzibą w Aizawl. Jest sufraganią metropolii Shillong. Została utworzona w 1952 jako prefektura apostolska Haflong. Promowana jako diecezja Silchar w 1969. Pod obecną nazwą od 1996.

## Główne świątynie
- Katedra: Katedra Chrystusa Króla w Aizawl

## Biskupi
- George Daniel Breen CSC (1952–1969)[a]
- Denzil Reginald D'Souza (1969–2000)
- Stephen Rotluanga CSC (od 2001)